# 小阿贝热芒
小阿贝热芒（法語：Le Petit-Abergement，發音：[lə pətit‿abɛʁʒəmɑ̃]）是法国东部安省的一个旧市镇，与大阿贝热芒相邻，属于贝莱区。2016年1月1日，小阿贝热芒与邻近的3个市镇合并为新市镇上瓦尔罗梅，成为了上瓦尔罗梅的委派市镇。

## 地理
小阿贝热芒（46°1'57"N, 5°39'49"E）面积26.95 平方千米，位于法国奥弗涅-罗讷-阿尔卑斯大区安省，该省份为法国东部省份，北起汝拉省，西北接索恩-卢瓦尔省，西接罗讷省和里昂大都会，南至伊泽尔省，东与萨瓦省、上萨瓦省和瑞士接壤。
与小阿贝热芒接壤的市镇（或旧市镇、城区）包括：布雷诺、尚多尔、大阿贝热芒、莱内罗勒、吕菲约。
小阿贝热芒的时区为UTC+01:00、UTC+02:00（夏令时）。

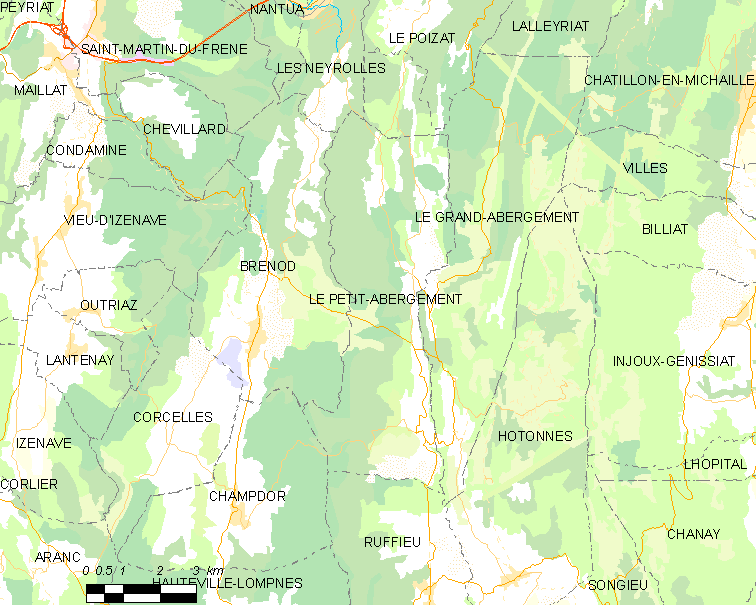
小阿贝热芒的OSM定位图

## 行政
小阿贝热芒的邮政编码为01260，INSEE市镇编码为01292。

## 政治
小阿贝热芒所属的省级选区为普拉托多特维尔县。

## 人口

1962-2008年间小阿贝热芒人口变化图示

小阿贝热芒于2018年1月1日时的人口数量为127人。